# Trest smrti v Tunisku
Trest smrti v Tunisku je legální formou trestu. V roce 2021 tuniské soudy vynesly nejméně tři nové rozsudky trestu smrti. Na konci roku 2021 tak v cele smrti čekalo na popravu nejméně 89 lidí. Poslední poprava však byla v zemi vykonána již v roce 1990. Nicméně v září 2020 tuniský prezident Kaís Saíd podpořil obnovení poprav, což bylo kritizováno organizacemi pro lidská práva.